# Frederick Ness
Frederick Christian Ness (* 10. Juni 1968 in Hamburg) ist ein ehemaliger deutscher Hockeyspieler.

## Werdegang
Ness, dessen Mutter ebenfalls Hockey spielte und dessen Vater Karl Vereinsvorsitzender des Hamburger Clubs an der Alster war, wurde zweimal Junioren-Weltmeister und einmal Junioren-Europameister. Mit 16 Jahren spielte er erstmals für den Club an der Alster in der Bundesliga. In der 1990er Bundesliga-Feldsaison hatte Ness bei dem Verein mit Anfang 20 das Amt des Spielertrainers inne. Im Juni 1991 wurde er in Paris mit Deutschland Europameister im Feldhockey. Er gehörte ebenfalls zu den deutschen Nationalmannschaften, die 1991 in Birmingham und 1994 in Bonn die Halleneuropameisterschaften gewannen. 1992 verpasste Ness die Teilnahme an den Olympischen Sommerspielen 1992, da er aufgrund eines überlasteten Fußgelenks an wichtigen Länderspielen nicht mitwirken konnte und deshalb bei Bundestrainer Paul Lissek im Olympiajahr nur zweite Wahl war. Bei der Feldhockey-WM in Australien, bei der er mit Deutschland den vierten Platz belegte, wurde Ness als bester Libero des Turniers ausgezeichnet. Nachdem er zuvor seine Hockeylaufbahn bereits beendet hatte, kehrte Ness im Sommer 1999 zurück und gewann im selben Jahr mit dem Club an der Alster im Feldhockey die deutsche Meisterschaft sowie den Pokalwettbewerb, 2000 den Europapokal der Landesmeister. Ness bestritt 129 Länderspiele für Deutschland (119 im Feld, zehn in der Halle).
Er war beruflich für die Unternehmen UFA (später Sportfive) und Kentaro in der Sportrechtevermarktung tätig, am 1. September 2011 trat er in Berlin beim Boxstall Sauerland das Amt des Geschäftsführers an. Dieses übte er bis 2018 aus. Er war anschließend noch beratend für das Unternehmen tätig. Ab Januar 2019 brachte sich Ness des Weiteren in den Bereichen Vermarktung und Vertrieb in die Arbeit des Handball-Zweitligisten VfL Lübeck-Schwartau ein.
Im Juni 2019 gründete Ness gemeinsam mit Carl-Uwe Steeb und Stefan Felsing eine Sportvermarktungs-, Veranstaltungs- und Medienrechteagentur mit Sitz in Hamburg, die mittlerweile nicht mehr besteht. Ness wurde bei einem für die Fußball-EM 2024 tätigen Veranstaltungsdienstleister für den Verkauf zuständiger Vizepräsident.